# Toxabramis
Genre
Toxabramis est un genre de poissons téléostéens de la famille des Cyprinidae et de l'ordre des Cypriniformes. Le genre se rencontre en Asie orientale.

## Liste des espèces
Selon FishBase (23 août 2015):
- Toxabramis argentifer Abbott, 1901
- Toxabramis hoffmanni Lin, 1934
- Toxabramis hotayensis Nguyen, 2001
- Toxabramis houdemeri Pellegrin, 1932
- Toxabramis maensis Nguyen & Duong, 2006
- Toxabramis nhatleensis Nguyen, Tran & Ta, 2006
- Toxabramis swinhonis Günther, 1873